# San Rafael Arcángel-missie

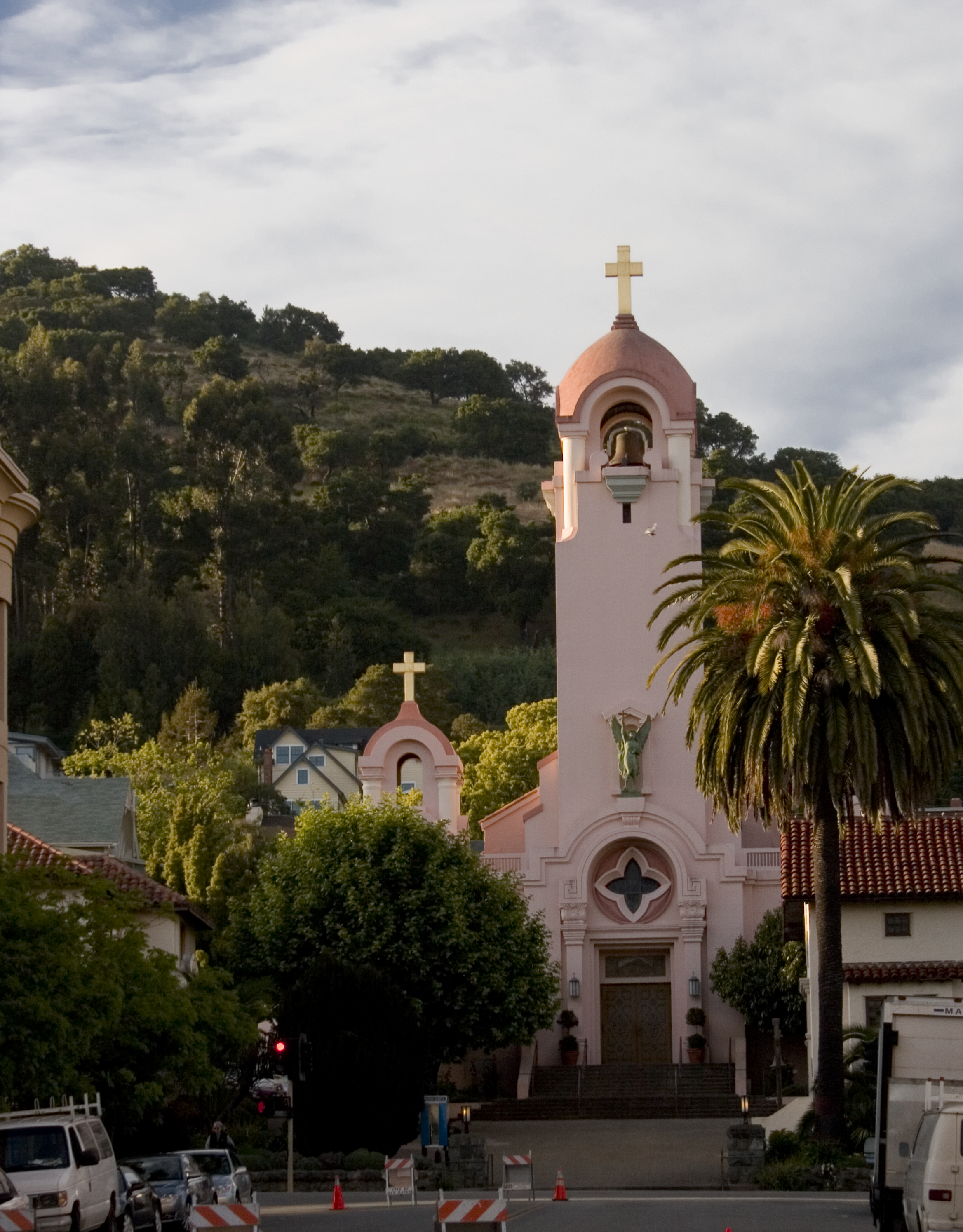
De gereconstrueerde kapel van de San Rafael Arcángel-missie.

De San Rafael Arcángel-missie (Engels: Mission San Rafael Arcángel, Spaans: La Misión del Gloriosísimo Príncipe San Rafael, Arcángel) is een rooms-katholieke missiekerk en historisch bouwwerk in San Rafael, de hoofdplaats van Marin County, in de Amerikaanse staat Californië. De missie - en later ook de stad - zijn vernoemd naar de aartsengel Rafaël.

## Geschiedenis
De missie werd op 14 december 1817 gesticht als een asistencia (een hulpmissie) van de missie in San Francisco in het Spaanse missienetwerk van Alta California. De oorspronkelijke functie was medisch: de San Rafael-missie, die zich in een droge en warme streek bevindt, werd opgericht om er de zieke indianen uit de natte San Francisco Bay Area te genezen. De missie kan bijgevolg gezien worden als Californië's eerste sanatorium. Hoewel het nooit de bedoeling was dat de San Rafael Arcángel-missie een volwaardige missie zou worden, groeide ze snel en kreeg ze die status toch op 19 oktober 1822.
In 1833 werd de missiepost van San Rafael als een van de eerste aan de nieuwe Mexicaanse overheid overgemaakt. In 1840 waren er nog 150 indianen in de missie, maar tegen 1844 was de missie verlaten. De oude missie werd gebruikt door John Charles Frémont als zijn hoofdkwartier tijdens de gevechten om de Amerikaanse inlijving van Californië.
In 1861 werd er een nieuwe parochiekerk gebouwd in de buurt van de missieruïnes en in 1870 werd de rest afgebroken om er de stad San Rafael op te bouwen.
De missie werd heropgebouwd in de jaren 1940 en in 1949 werd de gerestaureerde kapel opnieuw ingewijd. Tegenwoordig bevindt de San Rafael Arcángel-missie zich in het centrum van San Rafael, naast de St. Raphael-parochiekerk (Aartsbisdom van San Francisco), op de plaats van het oorspronkelijke hospitaal. De missie staat open voor bezoekers en beschikt over een klein museum met winkel. Ze is erkend als California Historical Landmark.